# British Aircraft Corporation
British Aircraft Corporation Ltd. (BAC) war ein 1959/60 durch den Zusammenschluss verschiedener britischer Traditionsflugzeugwerke entstandener Flugzeugkonzern. Die Konzentration der Unternehmen in die BAC erfolgte auf Druck der britischen Regierung, um im Umfeld der US-amerikanischen Konkurrenz als britisches Unternehmen bestehen zu können. Erster Direktor wurde Sir George Edwards, zuvor Chefkonstrukteur von Vickers-Armstrong.
Der BAC gehörten die Flugzeugwerke von Vickers-Armstrong, English Electric, Bristol Aeroplane Company und Hunting Aircraft an. Bekannt wurde das Unternehmen durch den Bau des britisch-französischen Gemeinschaftsprojektes Concorde (Flugzeugzelle in Verbindung mit Sud Aviation, später Aérospatiale, Triebwerke durch Bristol Siddeley und SNECMA).
Weitere Flugzeugtypen aus der BAC-Produktion waren:
- Verkehrsflugzeuge Vickers VC10, BAC 1-11 (besser bekannt als One-Eleven) und Concorde
- Militärflugzeuge Lightning, BAC-167, Panavia Tornado (zusammen mit MBB und Fiat) und SEPECAT Jaguar (zusammen mit Breguet)

Weiterhin produzierte der Konzern verschiedene Rüstungsgüter, wie die Boden-Luft-Lenkwaffen Bloodhound, Thunderbird und Rapier und die Panzerabwehrlenkwaffen Vigilant und Swingfire. Zudem beteiligte sich der Konzern an verschiedenen Raumfahrtprojekten (Satellit UK-3) und baute unter anderem Höhenforschungsraketen, Kreiselgeräte, Antennen und Überschallwindkanäle.
1973 hatte der Konzern BAC 34.000 Beschäftigte, das Kapital befand sich im Wesentlichen im Besitz von Vickers-Armstrong.
Der letzte Akt der Konzentration erfolgte 1977, als der Staat die British Aircraft Corporation mit der Hawker Siddeley und Scottish Aviation zur British Aerospace Corporation (BAe) (heute BAE Systems) verschmolz.